# Enneapogon
Enneapogon Desv. ex P.Beauv. é um género botânico pertencente à família Poaceae, subfamília Chloridoideae, tribo Pappophoreae.
Suas espécies ocorrem na Europa, África, Ásia, Australásia, Pacífico, América do Norte e América do Sul.

## Sinônimo
- Calotheria Steud. (SUI)

## Espécies
- Enneapogon abyssinicus (Hochst.) Rendle
- Enneapogon arenicola (Domin) N.T. Burb.
- Enneapogon asperatus C.E. Hubb.
- Enneapogon avenaceus (Lindl.) C.E. Hubb.
- Enneapogon benguellensis Rendle
- Enneapogon borealis (Griseb.) Honda
- Enneapogon brachystachyus (Jaub. & Spach) Stapf
- Enneapogon caerulescens (Gaudich.) N.T. Burb.
- Enneapogon cenchroides (Licht.) C.E. Hubb.
- Enneapogon clelandii N.T. Burb.
- Enneapogon cylindricus N.T. Burb.
- Enneapogon decipiens Kakudidi
- Enneapogon desvauxii P. Beauv.
- Enneapogon elegans (Nees ex Steud.) Stapf
- Enneapogon eremophilus Kakudidi
- Enneapogon filifolius (Pilg.) Stapf ex Garab.
- Enneapogon flavescens (Lindl.) N.T. Burb.
- Enneapogon glaber N.T. Burb.
- Enneapogon glumosus (Hochst.) Maire & Weiller
- Enneapogon gracilis (R. Br.) P. Beauv.
- Enneapogon intermedius N.T. Burb.
- Enneapogon lindleyanus (Domin) C.E. Hubb.
- Enneapogon lophotrichus Chiov. ex H. Sholz. & P. Koenig
- Enneapogon mollis Lehm.
- Enneapogon nigricans (R. Br.) P. Beauv.
- Enneapogon oblongus N.T. Burb.
- Enneapogon pallidus (R. Br.) P. Beauv.
- Enneapogon persicus Boiss.
- Enneapogon phleioides Roem. & Schult.
- Enneapogon planifolius N.T. Burb.
- Enneapogon polyphyllus (Domin) N.T. Burb.
- Enneapogon pretoriensis Stent
- Enneapogon pubescens (Domin) N.T. Burb.
- Enneapogon purpurascens (R. Br.) P. Beauv.
- Enneapogon pusillus Rendle
- Enneapogon robustissimus (Domin) N.T. Burb.
- Enneapogon scaber Lehm.
- Enneapogon schimperanus (Hochst. ex A. Rich.) Renvoize
- Enneapogon scoparius Stapf
- Enneapogon spathaceus Gooss.
- Enneapogon truncatus Kakudidi
- Enneapogon virens (Lindl.) Kakudidi
- Enneapogon wrightii (S. Watson) C.E. Hubb.